# Децим Юний Брут Альбин
Де́цим Ю́ний Брут Альби́н (лат. Decimus Iunius Brutus Albinus; родился, предположительно, 21, 26 или 27 апреля 85 или 81 года до н. э., Рим, Римская республика — убит летом 43 года до н. э., земли секванов) — римский военачальник и политический деятель, один из ближайших друзей и соратников Юлия Цезаря, принявший участие в его убийстве. Предположительно претор 45 года до н. э., консул-десигнат 42 года до н. э.
По рождению Децим принадлежал к плебейскому роду Юниев, но перешёл по усыновлению в патрицианский род Постумиев. В молодости, по мнению некоторых учёных, он принадлежал к окружению политика-популяра Публия Клодия. Первые надёжные упоминания о Бруте Альбине относятся к 56 году до н. э., когда он участвовал в завоевании Галлии в качестве командующего флотом. Децим проявил способности военачальника, стал доверенным лицом и другом Гая Юлия Цезаря, которого поддержал в гражданской войне. Весной — летом 49 года до н. э. он командовал флотом при осаде Массилии и добился капитуляции этого города, в последующие годы был наместником Трансальпийской Галлии. Брут оставался в ближайшем окружении Цезаря, стал его наследником второй очереди и заранее получил от него консулат на 42 год до н. э.; несмотря на это, он стал участником заговора, целью которого было убийство диктатора (причины этого шага являются предметом дискуссии в историографии). Именно Децим утром 15 марта 44 года до н. э. убедил Цезаря поехать в сенат, где тот был убит. Когда выяснилось, что жители столицы не поддерживают убийц, Брут уехал в свою провинцию — Цизальпийскую Галлию. В городе Мутина его осадил цезарианец Марк Антоний. В апреле 43 года до н. э. направленные сенатом консулы Авл Гирций и Гай Вибий Панса Цетрониан, а также пропретор Октавиан разбили Антония, и тому пришлось снять осаду, но вскоре после этого армия Децима почти в полном составе перешла на сторону цезарианцев. Брут попытался бежать на Балканы, к своим товарищам по заговору, в пути был схвачен и убит по приказу Антония.
Сохранился ряд писем, написанных Брутом Альбином Марку Туллию Цицерону. Большинство античных авторов подчёркивает близость Децима к Цезарю и соответственно осуждает его как предателя. В эпоху Нового времени Брут Альбин стал героем трагедии Уильяма Шекспира, в XX веке — персонажем нескольких художественных фильмов.

## Происхождение
Децим Юний принадлежал по крови к плебейскому роду Юниев, первые достоверные известия о котором относятся к концу IV века до н. э. Позже, в I веке до н. э., плебеи Бруты уже претендовали на происхождение от патриция Луция Юния Брута, легендарного основателя Римской Республики, имевшего якобы троянское происхождение. Децим был правнуком Марка Юния Брута, консула 178 года до н. э., внуком Децима Юния Брута Каллаика, консула 138 года до н. э., и сыном ещё одного Децима Юния Брута, консула 77 года до н. э. Брат его деда Марк, поднявшийся в своей карьере только до претуры (в 140 году до н. э.), стал родоначальником другой ветви Юниев, к которой принадлежал убийца Гая Юлия Цезаря.
По одной из версий, тётка Децима-младшего была женой Гая Клавдия Марцелла, претора 80 года до н. э. В этом случае двоюродным братом Брута был ещё один Гай Клавдий Марцелл, муж сестры Августа. Точной информации о матери Децима у античных авторов нет. Один источник называет кузеном Брута Сервия Сульпиция Руфа, и отсюда антиковед Рональд Сайм делает вывод о существовании Постумии — матери Брута, сестры жены Сервия-старшего. Согласно Саллюстию, к 63 году до н. э. Децим-отец был женат на Семпронии, которая родила ему по крайней мере двоих детей (возможно, в том числе и Децима). Германский антиковед Фридрих Мюнцер предположил, что Семпрония была дочерью Гая Гракха, Рональд Сайм — что она происходила из Семпрониев Тудитанов.
В любом случае, судя по имени, Брут перешёл по усыновлению в другую семью. Его приёмным отцом стал патриций из древнего рода Постумиев — возможно, Авл Постумий Альбин, консул 99 года до н. э., или какой-то другой представитель этой семьи, принадлежавший к следующему поколению. Некоторые исследователи именно этим переходом объясняют факт родства (в этом случае номинального) между Брутом и Руфом. Согласно старинной традиции, после усыновления Децим должен был получить новое имя — Авл (или другой преномен приёмного отца) Постумий Альбин Юниан. Однако этого не произошло: усыновлённый просто прибавил к своему старому имени новый когномен — Альбин. Сохранившиеся латинские источники называют его исключительно Децим Брут, а второй когномен упоминается только у греческих авторов — Плутарха, Аппиана, Диона Кассия.

## Биография

### Ранние годы
Дату рождения Децима Юния не называет ни один источник. Если исходить из дат его претуры (45 год до н. э.) и запланированного консулата (42 год до н. э.) в сочетании с требованиями Корнелиева закона о возрастном пороге для каждой магистратуры, получается, что Брут Альбин должен был родиться не позже 85 года до н. э. Представители высшей аристократии обычно занимали должности, как только достигали нужного возраста («в свой год» — suo anno); соответственно многие учёные датируют рождение Децима примерно 85 годом до н. э. Другие обращают внимание на тот факт, что Гай Юлий Цезарь в связи с событиями 56 и даже 52 годов до н. э. называет Брута «молодым» (adulescens). Отсюда может следовать вывод, что в то время Брут не достиг квесторского возраста, и его рождение следует отнести примерно к 81 году до н. э. Эта версия предполагает, что Цезарь обеспечил Бруту возможность занять высшие республиканские должности раньше срока (так же, как ещё одному своему младшему соратнику Публию Корнелию Долабелле).
День рождения Децима приходился на третью декаду апреля. Марк Туллий Цицерон в своих письмах связывает его с днём победы, одержанной республиканцами над цезарианцами при Мутине 21 апреля 43 года до н. э., но его данные противоречивы. В послании к Марку Юнию Бруту он пишет, что в день рождения Децима произошло само сражение, а в письме Дециму — что в этот день известие о победе достигло столицы. Соответственно во втором случае речь идёт о 26 либо о 27 апреля.
Первые надёжные упоминания о Дециме в сохранившихся источниках относятся к 56 году до н. э., когда он служил в Галлии под началом Цезаря. О том, что происходило в его жизни до этого момента, учёные могут только строить предположения. Гипотетическая мать Брута Семпрония сочувствовала Луцию Сергию Катилине, организовавшему в 63 году до н. э. заговор с целью захвата власти; однако в источниках нет ничего, что указывало бы на такие же симпатии у её сына. В связи с событиями 57 года до н. э. Цицерон дважды упоминает некоего Децима в числе сторонников Публия Клодия — своего врага, политика-демагога, народного трибуна 58 года до н. э., опиравшегося на вооружённую толпу и активно применявшего силовые методы политической борьбы. В письме Цицерона Аттику фигурирует «распорядитель игр Децим», которого Клодий удерживает при себе. В речи Цицерона перед коллегией понтификов «О своём доме» упоминаются «Децимы и Клодии», к которым, по словам оратора, сводилась вся поддержка Публия в Риме. Существует гипотеза, что в обоих случаях Децим — Брут Альбин. После того, как поддерживавшая Клодия толпа осенью 57 года до н. э. разгромила дом Квинта Туллия Цицерона (брата Марка), Децим мог дистанцироваться от своего покровителя и поступить на службу в армию Цезаря. По альтернативным версиям, Брут Альбин уехал в Галлию вместе с Гаем Юлием сразу после его консулата (в начале 58 года до н. э.), а начать своё сотрудничество с Цезарем он мог ещё раньше — в 61 году до н. э., в провинции Дальняя Испания. Дед Брута был наместником в этом регионе в 130-е годы до н. э., так что у Децима должны были оставаться старые связи; Гай Юлий, в 61 году получивший Дальнюю Испанию в управление после претуры, мог по этой причине взять его с собой.

### В Галлии

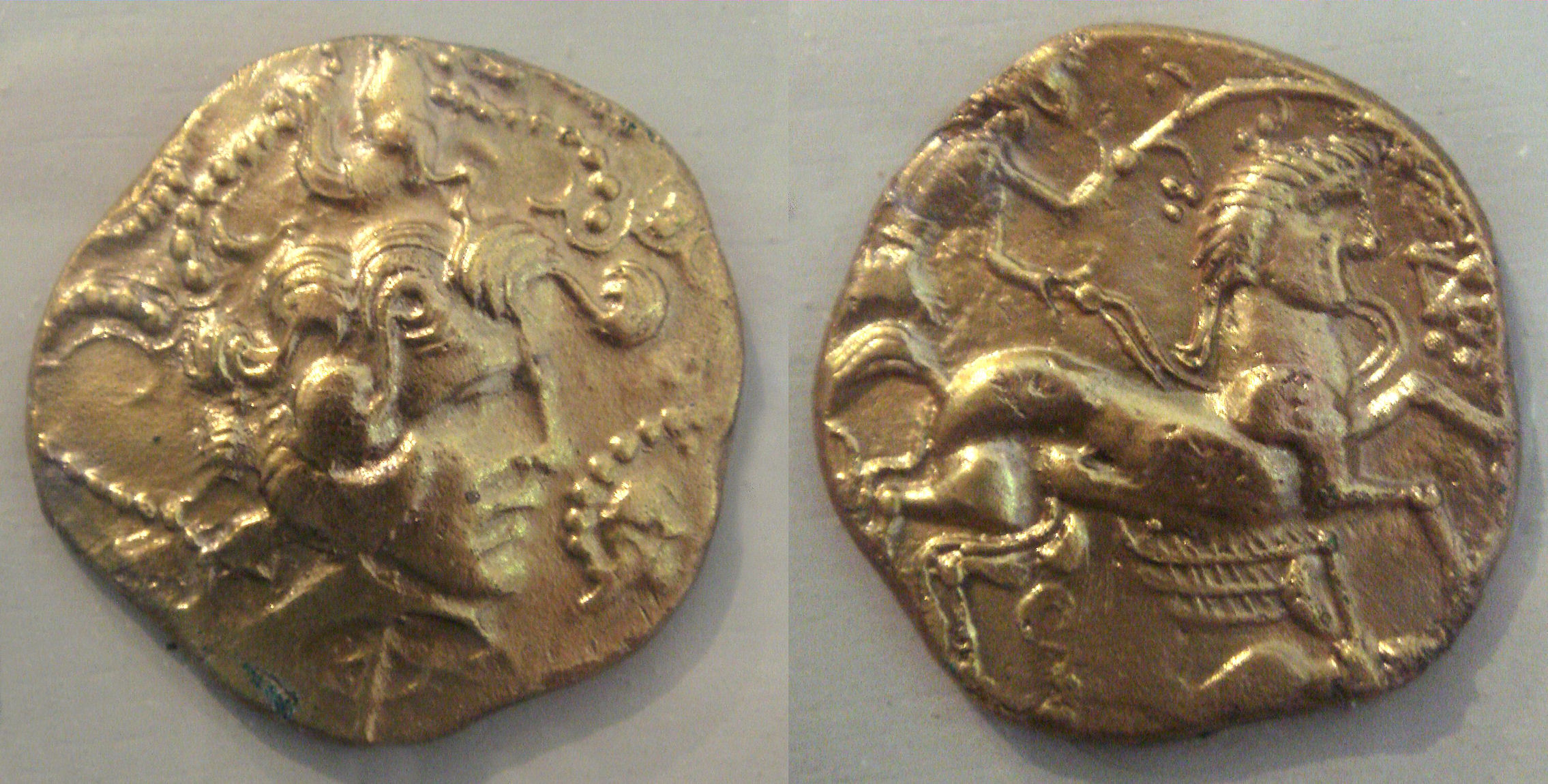
Монеты галльских венетов, V—I века до н. э.

В 56 году до н. э. Децим Юний был префектом в армии Цезаря, покорявшей Галлию (возможно, легатом его не назначили из-за слишком юного возраста). Большая часть страны к тому моменту уже была завоёвана, но сильное племя венетов, жившее в Арморике, на морском побережье, отказалось подчиниться. Цезарь двинул на венетов основную часть своей армии. Брута Альбина он поставил во главе флота, включавшего 220 кораблей; тот спустился по реке Лигер (современная Луара) и принял участие в кампании. Корабли венетов обладали серьёзными преимуществами: они были мощнее римских и при этом могли плавать на мелководье. Однако Брут оборудовал свои судна серповидными крюками на длинных шестах, с помощью которых можно было разрезать снасти и лишать вражеские корабли управления, после чего их легко брали на абордаж. Благодаря этому в морском сражении римский флот одержал полную победу. Венеты капитулировали, их вождей римляне казнили, а остальных продали в рабство. Об этих событиях известно только благодаря воспоминаниям Цезаря, и то, как он описывает венетскую кампанию, показывает, что он высоко оценил заслуги своего префекта.
Возможно, в качестве командира флота Децим участвовал в обеих британских экспедициях Цезаря — в 55 и 54 годах до н. э. Следующее упоминание о нём относится к 52 году до н. э., когда в Южной Галлии поднял восстание Верцингеториг. Цезарь на некоторое время оставил Брута командующим всей армией в землях арвернов, пока он ездил за подкреплениями в Виенну (это говорит о высоком доверии); позже Децим участвовал в боях под Алезией, где командовал частью пехоты.
Согласно гипотезам некоторых учёных, Брут смог в том же десятилетии начать политическую карьеру. Первой ступенью в cursus honorum римского политика была квестура; эту должность Децим мог получить либо в 54—53, либо в 51—50 годах до н. э. (первая дата соответствует 85 году как дате рождения, вторая — 81 году). В источниках нет надёжных свидетельств о Бруте-квесторе, из-за чего авторитетный справочник Роберта Броутона обходит этот вопрос молчанием. Однако сторонники второй гипотезы отмечают, что в феврале — апреле 51 года до н. э., когда Цезарь ещё находился в Галлии, Децим пребывал в Риме с неизвестной целью. Именно тогда он мог выдвинуть свою кандидатуру в квесторы. Впрочем, есть и альтернативная версия, согласно которой целью поездки Брута в столицу было занять место в жреческой коллегии арвальских братьев.

### Гражданская война
В январе 49 года до н. э. конфликт между Цезарем с одной стороны, Гнеем Помпеем Великим и оптиматским большинством в сенате с другой перерос в гражданскую войну. Гай Юлий двинул свою армию в Италию, и подавляющее большинство офицеров его поддержало. Так поступил и Брут Альбин; при этом исследователи отмечают, что обе его семьи, родная и приёмная, были связаны с оптиматами, так что выбор не выглядит очевидным. Возможными причинами в историографии считают недостаток денег и испорченную из-за гипотетических связей с Клодием и (через мать) Катилиной репутацию. Наконец, проведя ряд лет в Галлии, Децим мог отдалиться от римской жизни, растерять былые связи и начать связывать все свои надежды на будущее с Цезарем — тот мог дать ему и воинскую славу, и богатство, и помощь в политической карьере.

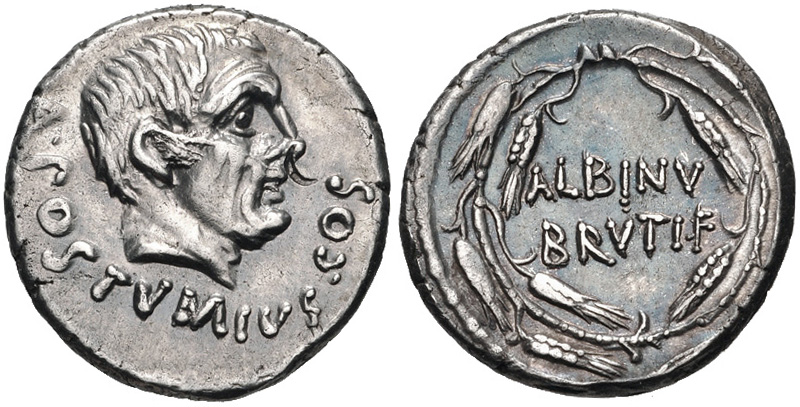
Денарий Децима Юния Брута Альбина

Где находился Брут в начале 49 года до н. э., неизвестно. По одной из версий, он пребывал в Риме и именно в то время по приказу Цезаря исполнял обязанности монетария вместе с Гаем Вибием Пансой (другая предположительная датировка — 48 год до н. э.). Формально ни Брут, ни Панса не занимали должность монетария, так как она была низшей в политической системе Римской республики. Сохранились отчеканенные денарии трёх типов. На денариях типа I можно увидеть голову Марса и два галльских щита, овальный и круглый; на денариях типа II — изображение кадуцея (жезла Меркурия) с рукопожатием и портрет богини Пиетас с соответствующей подписью; наконец, на денариях типа III — портрет консула по имени Авл Постумий Альбин и лавровый венок; все три типа монет украшает надпись ALBINVS BRVTI F. Исследователи полагают, что в первом и втором случаях Брут выполнял пропагандистские задачи, поставленные Цезарем: прославлял победы в Галлии (тип I) и продвигал идею примирения под властью Гая Юлия (тип II). Авл Поступий Альбин на монетах третьего типа — это по одной из версий приёмный отец Децима, консул 99 года до н. э. Если эта гипотеза верна, остаётся неясным, какое именно деяние Авла могло дать материал для прославления и почему Брут не предпочёл увековечить память о своих предках-Юниях.
Когда Цезарь двинулся из Италии в Испанию против расквартированной там помпеянской армии, Брут Альбин находился в его штабе. Примерно 19 апреля 49 года до н. э. армия и флот Цезаря достигли Массилии — большого города на побережье Южной Галлии, который находился под протекторатом Рима. Массилийцы объявили о своём нейтралитете в гражданской войне, но при этом дали приют видному помпеянцу Луцию Домицию Агенобарбу и его эскадре; Гай Юлий оставил для осады города три легиона во главе с легатом Гаем Требонием и флот под началом Децима Юния. Об этих событиях рассказывают только «Записки о гражданской войне». Их автор говорит, что Брут подчинялся Требонию, и называет его префектом (praefectus classis), но в одной из последующих глав пишет, что массилийцы вели переговоры с легатами, и речь здесь может идти только о Требонии и Бруте. К тому же эпитоматор Тита Ливия прямо называет Децима легатом. Соответственно антиковеды полагают, что должность praefectus classis в ту эпоху приравнивалась к легатской.
События под Массилией имели большое значение для всего хода войны: этот город занимал ключевую позицию на побережье между Римом и Испанией, так что Цезарю нужна была быстрая победа. Однако Брут и Требоний столкнулись с серьёзными трудностями. Массилия хорошо подготовилась к обороне, она обладала большим флотом с опытными кормчими, а у цезарианцев кораблей было меньше, да и те уступали вражеским в маневренности. Морякам Брута оставалось рассчитывать только на тактику абордажа; тем не менее в морском сражении, которое произошло 27 июня 49 года до н. э., перевес остался за ними. Вскоре после этого в массилийскую гавань прорвалась ещё одна эскадра помпеянцев под командованием Луция Насидия. Усилив свой флот за счёт специально построенных кораблей, Брут дал врагу ещё одно сражение (31 июля), и на этот раз одержал полную победу. Массалиоты, узнавшие к тому же о капитуляции помпеянской армии в Испании, согласились сдать город. Луций Домиций Агенобарб накануне капитуляции бежал морем, и корабли, отправленные Брутом в погоню, не смогли его настичь.
В декабре 49 года до н. э. Цезарь назначил Децима Юния наместником новообразованной провинции Трансальпийская Галлия. Гай Требоний тогда же получил должность городского претора, требовавшую присутствия в столице, и это заставляет учёных предположить, что Брут после взятия Массилии оставался в ней во главе армии; теперь город был частью его провинции. Несколько лет Децим управлял огромной территорией, включавшей Нарбонскую Галлию, принадлежавшую Риму уже почти столетие, и Косматую Галлию, завоёванную Цезарем. Это было доказательством большого доверия со стороны Гая Юлия и признания заслуг Брута. Правовой статус наместника остаётся неясным: Децим ещё не занимал должность претора, дававшую формальное право на управление провинциями, и в источниках нет чётких формулировок. Антиковед Роберт Броутон предположил, что Брут был легатом с полномочиями пропретора, то есть управлял провинцией от имени Цезаря.
Об этом периоде известно только, что в 46 году до н. э. Брут подавил восстание племени белловаков на севере Галлии. Летом 45 года до н. э. он снова был в Италии и сопровождал Цезаря, вернувшегося из Испании по окончании гражданской войны. При этом Плутарх отмечает, что Децим ехал в одной колеснице с диктатором, стоя за ним рядом с его внучатым племянником Гаем Октавием (будущим Октавианом). Таким образом, Брут оставался одним из ближайших доверенных лиц Цезаря, и в какой-то момент последний предоставил ему должность претора. Броутон и Мюнцер считают наиболее вероятной датой 45 год до н. э.: известно, что Цезарь, вернувшись в Рим, назначил на остаток года четырнадцать преторов, но их имена в источниках не названы.
Децим Юний должен был ещё больше возвыситься в рамках цезарианского режима. Гай Юлий в 44 году до н. э. планировал отправиться на войну с парфянами, и в его отсутствие Брут должен был править Цизальпийской Галлией, а в 42 году до н. э. должен был стать консулом вместе с Луцием Мунацием Планком. В своём завещании, составленном 13 сентября 46 года до н. э., Цезарь сделал Децима наряду с Марком Антонием наследником второй степени (после своих внучатых племянников Гая Октавия, Квинта Педия и Луция Пинария Скарпа) и одним из опекунов при своём малолетнем сыне на случай, если бы таковой родился. Брут так же, как и другие люди, упомянутые в завещании, наверняка знал о содержании документа.

### Заговор и убийство Цезаря

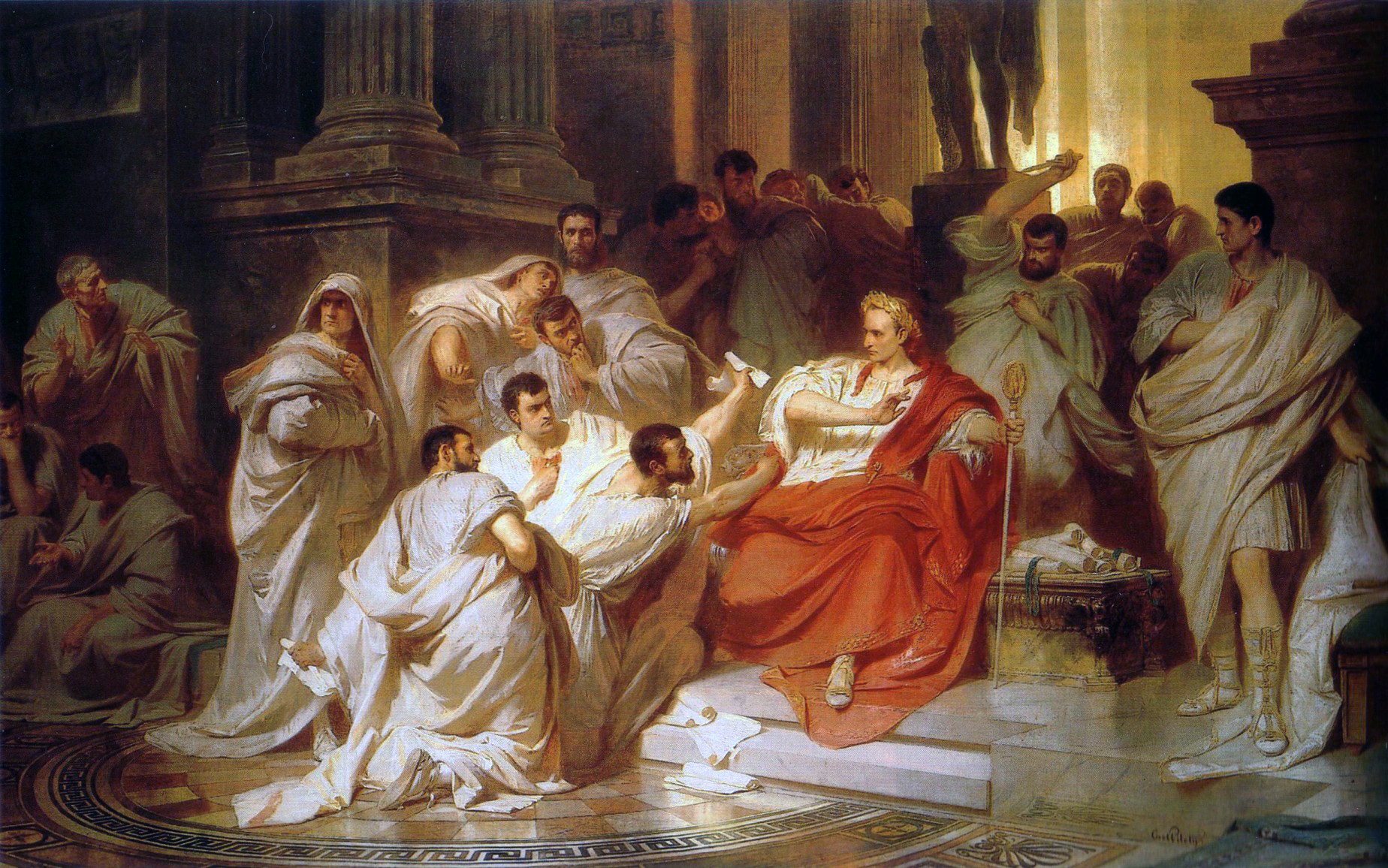
Карл Теодор фон Пилоти. «Убийство Цезаря» (1865 год)

В марте 44 года до н. э. Децим Юний оказался в числе тех политиков и военных, которые задумали и осуществили убийство диктатора. Предположительно заговор сформировался к началу года. Первыми его участниками были видные помпеянцы, сородич Децима Марк Юний Брут и Гай Кассий Лонгин, которые привлекли к осуществлению своего замысла ещё несколько десятков человек. В их числе, кроме Брута Альбина, оказались такие видные цезарианцы, как Гай Требоний, Сервий Сульпиций Гальба, Луций Минуций Базил. При этом, согласно Плутарху, Децим сначала узнал о заговоре от Кассия, но не дал ему ответа. Только позже, выяснив, что Марк Брут тоже участвует в этой затее, он согласился примкнуть к заговору. Существует и альтернативная версия, по которой независимо друг от друга возникли два заговора — один помпеянский, а другой — объединивший часть цезарианской военной элиты (его возглавлял Брут Альбин). В какой-то момент они объединились и составили общий план, а Децим остался одним из руководителей.
У заговорщиков были разные причины желать смерти диктатору. Исследователи не усматривают у Децима «видимых оснований для участия в заговоре», и античные авторы о таких основаниях ничего не пишут. Учёным остаётся только предполагать, что Брут считал награды Цезаря за долгую верную службу недостаточными, что постоянная деятельность на подчинённых ролях и в очень узких рамках, заданных диктатором, казалась Бруту унизительной, что Брут стремился к первым позициям в государстве и увидел в союзе с оппозицией единственную возможность оттеснить Октавиана и Антония. Звучат также гипотезы о большом значении для Децима брака с патрицианкой Валерией, связавшего его с оптиматскими кругами, и мифа о Луции Юнии Бруте — основателе Римской республики. Источники сообщают об этом мифе только в связи с Марком Брутом, но Децим, по-видимому, тоже испытывал давление со стороны оппозиционных кругов; от него точно так же могли требовать убить тирана, чтобы стать достойным великих предков. Антиковед Д. Балсдон даже предположил, что Децим был одним из двух идеалистов в рядах заговорщиков (наряду с сородичем).
Заговорщики решили убить Цезаря на заседании сената в мартовские иды (15 марта 44 года до н. э.). Децим перед этим сформировал гладиаторский отряд, который должен был прятаться рядом с курией для силовой поддержки. Известно, что накануне ид Брут Альбин ужинал вместе с диктатором у Марка Эмилия Лепида и присутствовал при знаменитой сцене, когда Цезарь на вопрос о лучшем виде смерти ответил: «неожиданный». Утром 15 марта Гай Юлий решил не идти в сенат, потому что его попросила об этом жена. Тогда заговорщики отправили к нему Децима как лучшего друга, и тот объяснил диктатору, что его отказ прийти будет воспринят неправильно; «Брут взял Цезаря за руку и повёл».
Об участии Децима в убийстве ничего не известно. Плутарх пишет, будто он задерживал разговором Марка Антония у входа в курию, но здесь произошла явная путаница: эту миссию заговорщики поручили другому участнику осады Массилии, Гаю Требонию. Если Брут присутствовал на заседании, то он в числе прочих нанёс Цезарю удар кинжалом (по-видимому, согласно изначальному уговору принять участие в убийстве должны были все). Однако есть мнение, что Децим находился не в курии, а со своими гладиаторами.

### После убийства
Дальнейшие события развернулись не так, как ожидали заговорщики: сенат в ужасе разбежался, народ на улицах не поддержал убийц. В сопровождении гладиаторов Децима они прошли через город и заняли Капитолий. На следующий день начались переговоры с вождями цезарианцев. Антоний и Лепид гарантировали заговорщикам безопасность, а те согласились, чтобы окончательное решение о политическом урегулировании принимал сенат, который собрался на заседание 17 марта. В курии прозвучало предложение объявить заговорщиков тираноубийцами, однако было ясно, что это повлекло бы за собой отмену всех распоряжений Цезаря, невыгодную в том числе и для республиканцев: ведь Гай Юлий сделал, например, Брута Альбина наместником Цизальпийской Галлии. Поэтому Марк Туллий Цицерон, сочувствовавший заговорщикам, предложил по-прежнему считать Цезаря легитимным правителем, но содеянное его убийцами предать забвению («амнистии»). Этот вариант на время удовлетворил всех.
Городской плебс уже тогда начал требовать мести за диктатора. Децим Юний, видевший это и не доверявший Марку Антонию, был настроен очень пессимистично. 17 марта 44 года до н. э. датировано его письмо Марку Бруту и Гаю Кассию с предложением «покориться судьбе». По мнению Децима, было бы правильно в сложившейся ситуации «уйти из Италии, переселиться на Родос или в какую-нибудь другую страну. Если положение будет лучше, мы возвратимся в Рим; если малоблагоприятным — будем жить в изгнании; если самым дурным — прибегнем к крайним средствам». В перспективе Брут Альбин считал возможным отправиться в Испанию, чтобы примкнуть к Сексту Помпею Магну, или в Сирию, где против цезарианцев восстал Квинт Цецилий Басс.
Заговорщики совершили серьёзную ошибку, согласившись на торжественные похороны Цезаря и оглашение его завещания. Диктатор завещал каждому гражданину Рима по 300 сестерциев и передал свои сады за Тибром в общественную собственность; известия об этом заметно повлияли на позицию горожан. Антоний произнёс на похоронах (19 или 20 марта) погребальную речь, в которой обвинил заговорщиков в чёрной неблагодарности. Следствием всего этого стали масштабные беспорядки: ожесточившаяся толпа искала убийц Цезаря, чтобы их растерзать, и пыталась поджечь их дома. Предметом особенной ненависти оказался Децим Юний, фигурировавший в завещании как наследник второй очереди. Заговорщики сначала укрылись в своих домах, а через несколько дней бежали из Рима в Антий, надеясь, что настроение толпы изменится. Известно, что позже, в апреле, Децим отправился на север, в свою провинцию.

### Мутинская война

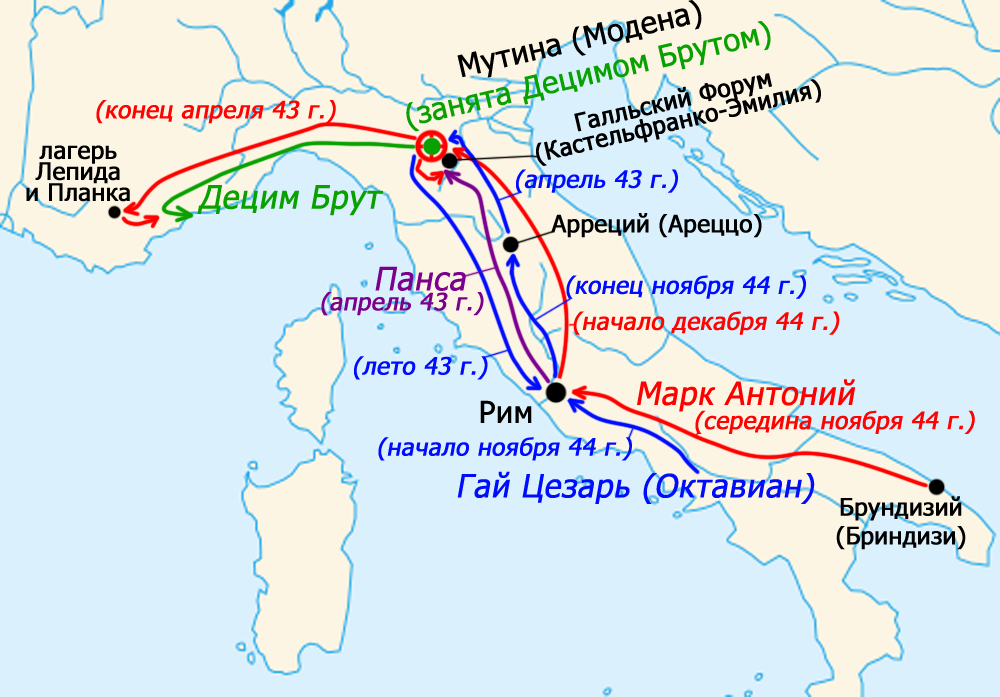
Мутинская война, 44—43 годы до н. э.

В Цизальпийской Галлии Брута Альбина ждали два легиона, которыми он командовал раньше и которые сохраняли преданность своему командиру. Это была серьёзная военная сила. К тому же провинция Децима занимала важное стратегическое положение: она примыкала к Италии с севера, и, действуя с её территории, можно было угрожать Риму (как это делал Цезарь в 49 году до н. э.). Поэтому республиканцы возлагали на Брута Альбина большие надежды, а цезарианцы считали его главной угрозой. 3 июня 44 года до н. э. Марк Антоний добился от народного собрания принятия закона об обмене провинциями (lex de permutatione provinciarum), согласно которому Децим должен был передать ему Цизальпийскую Галлию и взять Македонию. Однако Децим делать это отказался, ссылаясь на волю сената. Позже, в ноябре, Антоний добился от сенаторов передачи Македонии его брату Гаю и двинул на север армию, рассчитывая отобрать Галлию силой. Это было начало очередной гражданской войны.
Децим на тот момент располагал тремя легионами (третий он набрал в течение лета из жителей провинции и считал ненадёжным) и множеством гладиаторов. Антоний, по словам Аппиана, «легко справился бы с Децимом, когда тот ещё находился в открытом поле», но предпочёл вместо этого занимать один за другим провинциальные города. Брут, видя неравенство сил, закрылся в городе Мутина, реквизировал всё продовольствие и забил на мясо вьючный скот, приготовившись таким образом к обороне; Антоний вскоре осадил его. Так как последующие события происходили в районе Мутины, вся война получила в источниках название Мутинской.
Действия Антония и судьба Децима стали предметом бурных обсуждений в сенате (о начале войны там узнали 1 января 43 года до н. э.). Цицерон предложил объявить Антония врагом отечества, но победил более умеренный вариант: Цизальпийскую Галлию оставили за Брутом, Антонию предписали отвести войска на южный берег Рубикона, а Октавиану, который тогда демонстрировал преданность сенатской «партии», поручили сформировать новую армию, которую можно было бы использовать против цезарианцев. Антоний не отводил войска, рассчитывая взять Мутину измором. От сената он потребовал Трансальпийскую Галлию вместо Цизальпийской, Цицерона в разговоре с послами из Рима назвал ланистой (учителем гладиаторов), а Децима — «отравителем» (venefica). После долгих колебаний и обсуждений сенаторы решили объявить, наконец, Антонию войну (март 43 года до н. э.). На помощь защитникам Мутины, уже страдавшим тогда от голода, двинулись две армии — одна во главе с консулом Авлом Гирцием и пропретором Октавианом, вторая — во главе с ещё одним консулом Гаем Вибием Пансой. До больших сражений дело дошло в апреле 43 года до н. э., когда эти армии приблизились к Мутине. 14 апреля Антоний напал на Пансу у Галльского форума и разгромил в кровопролитном бою, но на пути в лагерь сам был атакован Гирцием, и его армия обратилась в бегство. 21 апреля Гирций и Октавиан сначала попытались прорваться в Мутину, а потом атаковали лагерь Антония. Брут Альбин поддержал их со стороны города; в результате цезарианцы были разгромлены наголову. Антоний с единственным легионом был вынужден уйти в Нарбонскую Галлию, к Лепиду.

### Гибель
В Риме события под Мутиной восприняли как победу Децима Юния. Поскольку Гирций и Панса в боях погибли, Брут получил от сената главное командование, а также право на триумф и пятидесятидневные молебствия. Теперь ему следовало продолжать войну до полного разгрома Антония, но этому помешал конфликт с Октавианом. Источники по-разному рассказывают о том, как это произошло. Согласно Аппиану, Брут, опасавшийся со стороны Октавиана мести за Цезаря, выразил ему благодарность за помощь и предложил встречу, но тот ответил грубым отказом. «Я явился не для того, чтобы спасать Децима, — объявил пропретор послам, — а чтобы воевать с Антонием, с которым в своё время я могу и помириться. Вся моя натура против свидания или переговоров с Децимом: пусть он живёт себе невредимый, пока таково желание жителей этого города». Услышав такое, Брут запретил Октавиану углубляться в Галлию и участвовать в дальнейшей войне с Антонием. Другая версия основывается на переписке Децима и Цицерона. Первый из них сообщил второму, что встреча с Октавианом всё-таки состоялась и что теперь он доверяет пропретору, однако позже Октавиан всё-таки отвёл свою армию в Бононию, отказавшись преследовать Антония. В письме от 5 мая Брут объяснил Цицерону причину: «Ни Цезарю нельзя приказать, ни Цезарь не может приказать своему войску». По-видимому, солдаты Октавиана, преданные памяти Гая Юлия, просто отказались воевать под началом одного из его убийц. Известно, что и ветераны из легионов Гирция не захотели подчиняться Бруту, проигнорировав приказ сената. В результате Децим не смог добить Антония: тот беспрепятственно перешёл Альпы.
К 29 мая 43 года до н. э. большая часть армии Лепида в Трансальпийской Галлии перешла на сторону Антония. Под началом последнего оказались семнадцать легионов, с которыми он снова двинулся через Альпы — на этот раз в сторону Италии. Тем временем Октавиан, разорвавший союз с сенатом, занял Рим и добился принятия закона Педия, лишавшего огня и воды всех убийц Цезаря, включая Децима; это означало, что Брут и остальные могли быть убиты без суда, а их имущество подлежало конфискации. Армия Брута, включавшая десять легионов, быстро уменьшалась в размерах из-за перебежчиков. Поэтому Децим решил идти в Македонию, которую к тому моменту контролировал его сородич Марк, и выбрал кружной путь — по правому берегу Рейна, через земли, не принадлежавшие Риму. Из-за трудностей этого пути его покинули все легионеры. До Рейна Брут добрался только с тремястами всадников, но у реки и эти люди его оставили за исключением десяти человек. Тогда Децим решил переодеться в галла и поехать в Македонию кратчайшим путём — через Цизальпийскую Галлию.
«Будучи, однако, захвачен разбойниками и связанный ими, — пишет Аппиан, — он спросил, какому вождю в Галлии принадлежит данное племя. Узнав, что Камиллу, он просил отвести его к Камиллу, которому оказал в своё время много услуг. Когда его к нему привели, Камилл в лицо обошёлся с ним ласково и стал упрекать тех, кто связал Децима Брута, за то, что они по неведению оскорбили такого мужа; тайно же сообщил обо всем Антонию. Последний, тронутый такой превратностью судьбы, не решился и взглянуть на этого человека, но приказал Камиллу умертвить его и прислать ему его голову».
Камилл (у Веллея Патеркула Камел) выполнил приказ. Децим Юний Брут Альбин был убит, Марк Антоний получил его голову и приказал её похоронить. Цезарианцев воодушевил тот факт, что Децим погиб вторым из убийц Цезаря — вскоре после своего боевого товарища Гая Требония. Марк Брут же со своей стороны, чтобы отомстить за сородича, приказал казнить Гая Антония, которого прежде взял в плен.

## Семья

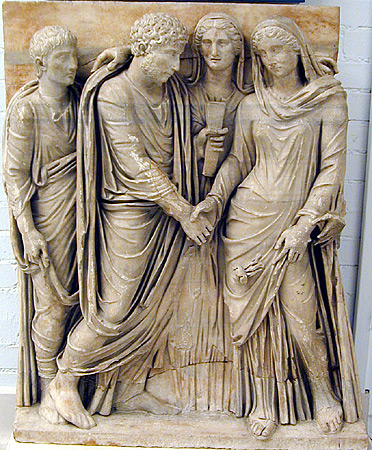
Церемония бракосочетания в Древнем Риме

О семейном положении Децима Юния источники сообщают всего дважды. Марк Целий Руф в апреле 50 года до н. э. написал в своём послании Цицерону в Киликию, что некая Павла Валерия собирается стать женой Брута Альбина; она «без причины расторгла брак в тот день, когда муж должен был приехать из провинции», и отослала бывшему супругу принадлежавшие ему драгоценности. Децим на ней женился, и в январе 43 года до н. э. Павла всё ещё была его женой. Имя первого мужа Павлы Валерии неизвестно. Её саму Марк Целий называет «сестрой Триария», и антиковеды пишут о двух братьях — Гае Валерии Триарии и Публии Валерии Триарии. В этом случае отец Павлы — ещё один Гай, претор примерно в 78 году до н. э., участник Третьей Митридатовой войны и виновник поражения при Зеле. Публий и Гай-младший принадлежали к оптиматам, в гражданской войне встали на сторону Помпея и погибли. Из всего этого следует, что у женитьбы Децима Юния на Павле Валерии не было никакой политической подоплёки. Если этот брак не был расторгнут в последующие годы, когда муж и братья Павлы оказались в противоборствующих армиях, значит, в его основе могли лежать искренние чувства.
Второе и последнее упоминание Павлы Валерии в сохранившихся источниках относится к январю 43 года до н. э. Тогда эта женщина сообщила Цицерону, что может передать мужу его письмо вместе со своим. Текст переданного письма сохранился; в нём Цицерон называет жену Децима «твоя Полла».

## Интеллектуальные занятия
В 44—43 годах до н. э. Децим Юний переписывался с Марком Туллием Цицероном. Сохранились тексты примерно десятка его посланий Цицерону, издававшиеся, начиная с античной эпохи, вместе с остальной перепиской оратора. В тот же корпус писем оказались включены послание, направленное Децимом Марку Юнию Бруту и Гаю Кассию Лонгину 17 марта 44 года до н. э., а также послание «должностным лицам и сенату» от Децима и Луция Мунация Планка. Все эти письма входят в одиннадцатую книгу посланий «к близким» (ad familiares).
Поскольку в «Записках о гражданской войне» Гая Юлия Цезаря очень подробно описывается осада Массилии, при которой автор не присутствовал, антиковед Холмс предположил, что соответствующая часть этого сочинения написана Децимом Юнием или Гаем Требонием. Впрочем, эта гипотеза не нашла широкой поддержки.

## Оценки личности и деятельности
В античных источниках
О жизни Децима Юния до убийства Цезаря рассказывает главным образом один источник — записки убитого им диктатора. В связи с Галльской войной Гай Юлий только упоминает Децима, а в связи с осадой Массилии пишет о его действиях подробно. Однако во всех этих случаях он, несмотря на лаконичность и внешнюю бесстрастность своего стиля, даёт Бруту Альбину блестящую характеристику — как мужественному человеку и способному военачальнику. Кроме «Записок о галльской войне» и «Записок о гражданской войне», о Дециме немного рассказывает «Римская история» Диона Кассия, но их автор основывается на сочинениях Цезаря, сокращая взятые оттуда описания и иногда снабжая их своими интерпретациями. В частности, первое морское сражение под Массилией он называет решающим для всей войны; при этом личность Брута не интересует Диона Кассия. В периохах к Титу Ливию и у Луция Аннея Флора осада Массилии только упоминается.
Ещё один современный Дециму источник для его биографии — письма и речи Марка Туллия Цицерона. Оратор принадлежал к оптиматам, горячо одобрял убийство Цезаря и в своей политической деятельности старался поддержать убийц (в частности, в ряде речей, произнесённых им в сенате в конце 44 — начале 43 годов до н. э.). В своих письмах периода Мутинской войны Цицерон называет Децима «человеком замечательным», убеждает его энергичнее действовать против Антония, обещая поддержку «всей Италии».
Античные авторы последующих эпох подчёркивают существование тесной личной близости между Децимом Юнием и Гаем Юлием. Николай Дамасский и Аппиан называют Брута Альбина «одним из ближайших друзей Цезаря», Веллей Патеркул — «самым близким из всех» и «первым из всех его друзей», Дион Кассий — «преданным другом», Плутарх пишет о «большом доверии». Аппиан даже утверждает, будто Цезарь усыновил Децима своим завещанием; это явная ошибка, подтверждающая, однако, существование общих представлений о любви, которую питал диктатор к Бруту. В любом случае последний пренебрёг этими любовью, доверием и дружбой и заслужил таким образом в глазах античных авторов репутацию предателя — возможно, худшего, чем Марк Брут и Кассий. Уже многие современники возненавидели его за это — в частности, столичный плебс и ветераны цезарианских легионов. Цицерон в десятой филиппике говорит об этом так: «…Имя Марка Брута подозрительно для ветеранов. Больше ли, чем имя Децима? Право, я так не считаю. Хотя деяние Брутов и совместное, и общность славы равная, однако на Децима были более разгневаны те, кто скорбели об этом деянии, потому что говорили, что ему было менее дозволено совершить этот поступок».
Николай Дамасский пишет, что заговорщики злоупотребили отсутствием у Цезаря подозрительности, «скрывая свой злой умысел под льстивыми словами и притворными поступками». По словам Веллея Патеркула, Децим Юний, умерев от руки галльского вождя, понёс «справедливейшее наказание», так как, «будучи первым из всех друзей Цезаря, стал его погубителем и на благодеяния, из которых извлекал выгоду, ответил ненавистью, полагая, что справедливо удержать то, что он получил от Цезаря, самого же Цезаря погубить». Осуждает убийц Гая Юлия Луций Анней Флор, в то время как Светоний их скорее оправдывает: диктатор в его изображении выглядит как ненасытный властолюбец. Дион Кассий осуждает обе стороны, поскольку Цезарь стремился к тирании, а его убийцы развязали гражданскую войну, причём были движимы в том числе и низменными страстями — завистью и ненавистью.
Неоднозначны оценки у Аппиана. Единовластие для него — позитивное явление, логичная альтернатива изнурительной борьбе между разными политическими группировками, и поэтому он осуждает убийство Цезаря. Однако последний, придя к власти законным путём, стал потом тираном, совершил ряд «тяжких и неподобающих поступков». Соответственно содеянное заговорщиками заслуживает одобрения с политической точки зрения, но должно быть осуждено по иным соображениям: ведь двое Брутов и остальные убили своего друга и благодетеля. В их образах для Аппиана воплощается сама идея свободы, но их гибель — законное и неизбежное возмездие.
В историографии
Учёные согласны с тем, что Децим занимал уникальное положение рядом с Цезарем. Они пишут об «особом расположении», «любви», статусе члена семьи. Рональд Сайм даже заметил однажды, что, если бы выяснилось, что Гай Юлий был биологическим отцом Брута Альбина, биография последнего стала бы более понятной. Впрочем, есть и другой подход, сторонники которого отмечают: Цезарь приблизил Децима к себе в благодарность за его прошлые услуги и потому, что рассчитывал на новые в будущем. В таком случае нужно говорить не об искренней привязанности, а об отношениях по принципу quid pro quo («услуга за услугу»).
Децим Юний относится к числу тех деятелей Римской республики, которые связали свою судьбу с военной сферой. Некоторые исследователи считают его очень талантливым полководцем. «Из всех командиров, воспитанных в школе Цезаря, этот, несомненно, был самым выдающимся», — написал о Бруте Альбине Чарльз Меривэль. С другой стороны Вильгельм Друман был уверен, что нет оснований для таких восторженных оценок. Осаду Брутом и Требонием Массилии немецкий исследователь Фридрих Мюнцер считает «одним из самых примечательных событий в военной истории античности»: это было последнее столкновение греческой и римской военных систем.
В целом в биографии Децима много «белых пятен», связанных с дефицитом источников и избирательным подходом конкретных античных авторов. Это создаёт простор для разного рода гипотез относительно возможных связей Брута с Катилиной или Клодием, этапов его полководческой деятельности, мотивов для участия в заговоре и того, как именно этот заговор формировался. Например, французский исследователь Робер Этьен пишет, что заговор против Цезаря объединил «стареющих военачальников» и «молодых волчат», и относит Децима к первой группе, а по мнению немецкого учёного Вильгельма Левина, Брут Альбин наряду с Гаем Требонием и Гаем Кассием Лонгином принадлежал к ядру заговора, к которому только позже примкнул Марк Юний Брут.
В искусстве
Убийство Цезаря изображено в целом ряде произведений искусства — литературных произведений, картин, фильмов. Среди них выделяется трагедия Уильяма Шекспира «Юлий Цезарь» (1599). Децим Юний Брут Альбин является одним из персонажей этой пьесы, а также трагедии Вольтера «Смерть Юлия Цезаря» (1733 год) и ряда других драматургических обработок этого сюжета. Он действует во многих фильмах на эту тему. В экранизации Шекспира 1953 года Децима играет Джон Хойт, в фильме 1970 года — Дерек Годфри, в телевизионной ленте 1979 года — Александр Давион.
Брут Альбин действует также в романах австралийской писательницы Колин Маккалоу «По воле судьбы» и «Падение титана, или Октябрьский конь».